# Affaire Hattab-Sarraud-Subra
Pour les articles homonymes, voir L'Appât, Hattab et Subra.
L’affaire Hattab-Sarraud-Subra ou affaire de l'Appât est une affaire criminelle française de 1984, dans laquelle un trio composé de Valérie Subra, 18 ans, Laurent Hattab, 19 ans, et Jean-Rémy Sarraud, 21 ans, organise des assassinats crapuleux  qui inspirera  le roman de Morgan Sportès L'Appât, paru en 1990 et qui fut adapté dans le film L'Appât de Bertrand Tavernier.

## Les faits
Valérie Subra est née le 8 avril 1966 à Paris. Tout juste majeure au moment des faits, elle travaillait comme vendeuse dans des magasins du quartier du Sentier à Paris, et vivait encore chez sa mère. En septembre 1984, elle rencontre deux garçons qui font basculer sa vie : son petit ami Laurent Hattab, né le 19 octobre 1965 à Bondy, « fils à papa » de 19 ans qui dirige une société spécialisée dans les sweat-shirts et roule en Alfa Romeo grâce à l'argent de son père confectionneur dans le Sentier et qui rêve de mener la belle vie et de partir en Amérique avec elle et l'ami de ce dernier, Jean-Rémy Sarraud, né le 20 novembre 1963 dans le Val-de-Marne, jeune homme lourdaud de 21 ans à la vie chaotique. Ils conçoivent un plan pour gagner 10 millions de francs et s'installer aux États-Unis : Subra devra séduire des hommes riches dans les boîtes et les amener à l'inviter chez eux. Une fois sur place, elle introduira ses deux complices, les jeunes hommes tueront la victime après lui avoir extorqué de l'argent.
Le 7 décembre 1984, leur première victime est Gérard Le Laidier, un avocat de 50 ans. Ligoté et une éponge dans la bouche, il est assassiné à coups de couteau par Laurent Hattab et Jean-Rémy Sarraud alors qu'il s'apprêtait à aller, avec Valérie Subra, dîner chez des amis. Le trio n'emporte toutefois « qu'une maigre liasse de billets », une somme de 1 200 francs.
Après quelques tentatives infructueuses avec d'autres hommes, Valérie Subra réussit à s'introduire, le 16 décembre 1984, chez Laurent Zarade, jeune homme de 29 ans, directeur d'une maison de prêt-à-porter. Mais un système de sécurité l'empêche d'y laisser entrer ses deux complices. Elle se fait de nouveau inviter le lendemain, et cette fois, Hattab et Sarraud réussissent à s'introduire dans l'appartement. Là encore l'homme a été ligoté et étouffé avant que ses complices assassinent leur victime avec un coupe-papier planté dans le cœur, la jeune fille se réfugie dans une pièce où elle regarde une vidéo. Ils emporteront 13 000 francs et quelques bijoux, dont une montre de marque et une bague. 
Le 20 décembre 1984, le trio s'apprête à reproduire le même stratagème. Leur nouvelle proie est Paul Taiclet, chargé des relations publiques d'un restaurant, le Jardin de La Boëtie. Heureusement pour lui, la police retrouve le jour même la trace de Valérie Subra dans les carnets d'adresses de ses deux précédentes victimes et elle est arrêtée dans la journée sur son lieu de travail, peu avant ses deux complices. 
L'affaire fait grand bruit, mais l'attention médiatique se concentre sur le personnage féminin du « trio infernal » (comme les surnomme Paris Match) qui a avoué lors de sa garde à vue son rôle de « simple complice » de deux assassinats et de plusieurs projets avortés. Immature, elle demande candidement après ses aveux si elle pourrait passer Noël en famille. Paris Match publie en couverture une photographie de Valérie Subra et la qualifie de « beauté diabolique » (Paris Match n° 2018, du 29/01/1988).

### Victimes connues
| Date             | Identité          | Âge | Profession             | Lieu                            |
| ---------------- | ----------------- | --- | ---------------------- | ------------------------------- |
| 7 décembre 1984  | Gérard Le Laidier | 50  | Avocat                 | 97 rue de Prony, Paris (17e)    |
| 16 décembre 1984 | Laurent Zarade    | 29  | Responsable commercial | 12 rue Margueritte, Paris (17e) |

## Le procès et condamnations
Leur procès devant la cour d'assises de Paris débute le 8 janvier 1988. Francis Szpiner avocat des parties civiles décrit Valérie Subra comme un être diabolique dont la responsabilité n'est pas moindre que ses complices. Même si elle n'a pas directement tué, elle est pour lui l'élément clef du trio. L'avocat de la partie civile ajoute « unis tous les trois dans la préparation, unis tous les trois dans l'exécution, unis dans le partage, il serait choquant qu'ils ne le soient pas dans la condamnation ». L'avocat de Valérie Subra, Jean-Louis Pelletier, s'insurge contre cette diabolisation : « C'est toujours par la femme que le scandale arrive. Valérie Subra c'est le péché originel, la sorcière. C'est Ève et le serpent, la tentatrice ». Il décrit une adolescente immature marquée par l'absence de son père qui a des difficultés à distinguer le bien et le mal, mais qui n'a pas de sang sur les mains. Les jurés suivront la vision de maître Szpiner et les réquisitions de l'avocat général Gérard Guilloux (particulièrement violent dans ses propos contre l'« appât », lui souhaitant un avenir de prostitution à Barbès). Les trois accusés, qui se rejettent la responsabilité les uns sur les autres, seront condamnés solidairement à la réclusion criminelle à perpétuité avec des peines incompressibles de 18 ans (pour Hattab et Sarraud) et 16 ans (pour Subra).
La mère de Gérard Le Laidier, au bras de son avocat, s'approchera des 3 condamnés et dira "les pauvres petits".
Depuis, ils ont tous les trois été libérés. Valérie Subra a été incarcérée au centre pénitentiaire de Rennes. La jeune femme qui avait arrêté ses études en quatrième passe son baccalauréat, puis un brevet de technicien supérieur en communication des entreprises et s'inscrit pour préparer un diplôme d'études universitaires générales d'anglais. Son avocat, maître Jean-Louis Pelletier, qui continue de lui rendre visite, atteste sa transformation morale.
À la prison de Rennes, Valérie Subra s'est liée d'amitié avec une surveillante. En novembre 1998, la surveillante s'inquiète de l'état de la détenue à qui sa libération conditionnelle a été refusée et lui confie un portable : « Je lui ai prêté un portable pour la soutenir parce qu'elle était démoralisée, renfermée, elle n'allait même plus au sport, elle refusait de parler avec nous, elle ne voyait plus l'avenir, quoi ». Le portable sera découvert un mois plus tard. La surveillante sera condamnée à six mois de prison avec sursis et Valérie Subra sera transférée à Nantes. Elle a été libérée en 2001, elle s'est mariée, a eu deux enfants et s'est expatriée au Maroc.
Les deux hommes sont libérés en 2003. En 2010, Jean-Rémy Sarraud a témoigné dans l'émission Faites entrer l'accusé, présentée par Christophe Hondelatte alors que sa mort avait été annoncée dans la presse. Il a déclaré être en couple et avoir eu un enfant. Il a pu se reconstruire grâce à un ami aumônier. Il est devenu informaticien grâce aux études suivies en prison. Il a également témoigné dans l'émission de Dominique Rizet "L'instant où" en 2021.
Laurent Hattab est décédé le 3 janvier 2020 à Nice. Jean-Rémy Sarraud est décédé le 17 août 2022 à Guillac (Morbihan).

## Œuvres inspirées de l'affaire
Morgan Sportès s'est inspiré du fait divers dans son roman L'Appât  (Le Seuil) paru en 1990.
Ce roman a été porté à l'écran par Bertrand Tavernier. La référence au fait divers y est transparente malgré le changement de nom des protagonistes. Marie Gillain y joue le rôle de Valérie Subra (appelée Nathalie Magnan dans le film). Le but de Bertrand Tavernier n'était pas de reprendre un fait divers particulier mais plutôt d'interroger à travers lui l'origine du mal. Il veut pousser un cri d'alarme en montrant des enfants perdus dans une société sans repères qui ne produit que des rêves d'argent et préfère le paraître à l'être. Ils en sont les produits et en viennent à commettre les pires crimes dans une sorte d'insouciance.
Isabelle Pelletier a consacré un livre au trio : Rendez-vous d'enfer.
Valérie Subra a mal vécu la parution du film de Bertrand Tavernier et l'attention des médias en général : « J'en ai marre des médias. Ils ne me lâchent pas. Chaque jour qui passe, je souffre d'être en prison. On ne rate jamais une occasion pour évoquer cette affaire. Il y a eu ce procès médiatique, puis un livre, puis un autre, puis le film de Bertrand Tavernier qui ne cesse de repasser à la télévision »[source insuffisante]. 

### Articles de presse
- « Trois inculpations dans l'assassinat d'un avocat parisien » Article publié le 24 décembre 1984 dans Le Monde.
- « Devant les assises de Paris Pâle trio pour un conte noir » Article de Laurent Greilsamer publié le 10 janvier 1988 dans Le Monde.
- « Aux assises de Paris Les larmes de Valérie Subra » Article de Laurent Greilsamer publié le 14 janvier 1988 dans Le Monde.
- « Au procès de Valérie Subra Les rescapés du hasard » Article de Laurent Greilsamer publié le 15 janvier 1988 dans Le Monde.
- « Un crime d'époque » Article de Laurent Greilsamer publié le 17 août 1990 dans Le Monde.
- « Condamnation : une surveillante de prison a été condamnée pour avoir fournir un téléphone portable à une détenue » Article publié le 17 mars 1999 dans Le Monde.
- « Peine alourdie dans l'affaire du portable en prison » Article publié le 9 juin 1999 dans Libération.
- « Grandes affaires criminelles 22 - 1984 . L'appât. Les pièges du "trio diabolique" » Article de Laurent Greilsamer publié le 4 août 2006 dans Le Monde à la page 17.

### Documentaires télévisés
- « La mort sur rendez-vous » le 11 mai 2010 dans Faites entrer l'accusé présenté par Christophe Hondelatte sur France 2.
- « Affaire Valérie Subra : l'appât mortel » (premier reportage) le 13 juin 2015 dans Chroniques criminelles sur NT1.
- « Affaire Valérie Subra, pièges mortels à domicile » le 12 mars 2022 dans Au bout de l'enquête, la fin du crime parfait ? sur France 2.

### Émission radiophonique
- « L'Appât : l'affaire Valérie Subra » le 27 août 2014 dans L'Heure du crime de Jacques Pradel sur RTL.
- « Décembre 1984, l'affaire de l'Appât » le 20 mars 2017 dans Affaires sensibles de Fabrice Drouelle sur France Inter.
- « Valérie Subra, jeune, jolie, dangereuse » le 25 mai 2020 dans Hondelatte raconte de Christophe Hondelatte sur Europe 1.